# Constitución de la Provincia de Catamarca
La Constitución de la Provincia de Catamarca es la norma fundamental de la provincia de Catamarca, sancionada el 3 de septiembre de 1988 en su versión actual.

## Historia

### Primera Constitución
El 23 de marzo de 1822 asume como segundo gobernador de la provincia de Catamarca Eusebio Gregorio Ruzo en reemplazo de Nicolás Avellaneda y Tula. Por iniciativa del gobernador Ruzo se convoca a una asamblea constituyente y legislativa, resultando elegidos: el presbítero Manuel Antonio Acevedo, el presbítero Juan Antonio Neirot, el presbítero Pedro Alejandrino Centeno, Pedro José Segura, Ramón Gil Navarro, Juan Martín Molina, Juan Fermín Rivas de Lara, José María Burgos y Don Manuel del Carmen Agote. El 11 de julio de 1823 se sanciona y cuatro días más tarde es jurada la primera constitución de la provincia, conocida como "Reglamento Constitucional para la nueva provincia de Catamarca". Esta constitución mantuvo vigencia hasta el año 1855.

### Segunda Constitución
Sinforeano Lascano asumió la Primera Magistratura de la provincia el 25 de mayo de 1854.
La Constitución Argentina de 1853 establecía que cada una de las provincias argentinas dictara una Constitución, prescindiendo así de las constituciones que la regían.
Los nuevos estatutos constitucionales de las provincias serían revisados por el Congreso antes de su promulgación.
El Congreso Nacional, instalado en Paraná, dictó una Ley, por la que fijaba el término de ocho meses para el cumplimiento de lo dispuesto por la Constitución.
En virtud de lo cual el Gobierno de Catamarca convocó al pueblo de la provincia para nombrar diputados a la Convención Constituyente, encargada de reformar total o parcialmente la Constitución de 1823.
La Convención quedó integrada de la siguiente manera: presidente, fray Wenceslao Achával; vicepresidente 1º, Pedro José Segura; vicepresidente 2º, fray Mamerto Esquiú y por los vocales J. Anastasio Cisneros, Pío Isaac Acuña, presbítero Luis Gabriel Segura, Rudecindo Maza, Próspero Herrera, Samuel Molina, Eufrasio Burgos, Pastor Olmos de Aguilera, fray Benjamín Achával y Benedicto Ruzo.
La nueva constitución fue sancionada y promulgada el 8 de mayo de 1855 y promulgada después de las observaciones de la Comisión Nacional, el 20 de noviembre, siendo solemnemente jurada en la plaza principal el 8 de diciembre de ese mismo año.
Durante el mandato gubernativo de Sinforeano Lascano, se sanciona la segunda constitución de Catamarca, ajustada a la nacional. Esta constitución modificó algunos aspectos institucionales: duración del mandato gubernativo a tres años, independencia del poder ejecutivo del legislativo, supresión de la reelección del gobernante, etc.
1882: La Asamblea Legislativa designa a Joaquín Acuña como nuevo gobernador de la provincia. Durante su mandato, hasta el año 1885, se produjeron importantes avances: se promulga la tercera constitución de Catamarca a la que se incorpora el sistema bicameral.
Gobierno de Julio Herrera: se crea la biblioteca popular que hoy lleva su nombre, se estableció el alumbrado público, se reformó la constitución que rigió hasta el año 1949.

## Preámbulo
Nos, los representantes del Pueblo de la Provincia de Catamarca, reunidos en Convención Constituyente, con el objeto de reformar la Constitución del 9 de Julio de 1895 y 15 de enero de 1966, a fin de adecuarla a las necesidades actuales, y especialmente, para incorporar los derechos sociales y económicos no contempladas en ella, y reorganizar los Poderes de Gobierno para hacer más eficiente su acción, invocando a Dios, Fuente de toda Razón y Justicia, sancionamos la siguiente.